# Jubaland
Jubaland (wł. Oltre Giuba, dawniej także Azania) – region w południowo-zachodniej Somalii, ze stolicą w Kismaju. W latach 1998–2001 samozwańcza republika separatystyczna, obecnie posiada częściową autonomię; od 2013 roku uznawany przez władze Somalii.

## Historia
Od 1836 roku posiadłość sułtanatu Maskatu. Od 1861 roku część Zanzibaru, w 1890 roku oddany pod protektorat brytyjski, a od 1895 roku kolonia brytyjska. W 1925 roku przekazany Włochom (wszedł w skład Somali Włoskiego), od 1960 roku część niepodległej Somalii. W 1998 roku Jubaland sam ogłosił niepodległość. W 2001 roku zawarto porozumienie z oficjalnym rządem Somalii, na mocy którego Jubaland powrócił pod władzę rządu w Mogadiszu. Pod koniec sierpnia 2006 roku większa część Jubalandu została zajęta przez armię Unii Trybunałów Islamskich. 1 stycznia 2007 roku Jubaland został wyzwolony przez wojska etiopskie i znalazł się ponownie pod władzą rządu somalijskiego. Od 2008 roku pod kontrolą fundamentalistów z organizacji Asz-Szabab, powiązanej z Al-Ka’idą.
3 kwietnia 2011 roku zmieniono oficjalną nazwę regionu z "Jubaland" na "Azania". Zmieniono też flagę regionu na bardzo podobną do flagi Rosji. W październiku 2011 do Azanii wkroczyły wojska kenijskie walczące z rebeliantami z As-Shaabab, które spacyfikowały region. We wrześniu 2012 region został spacyfikowany przez siły kenijsko-somalijskie wspierane przez Brygady Raskamboni. W wyniku operacji aliantów wyparto stamtąd fundamentalistów islamskich.
2 kwietnia została przyjęta tymczasowa konstytucja regionu – region został przemianowany z powrotem na Jubaland, wprowadzono nową flagę. 15 maja 2013 odbyły się wybory prezydenta Jubalandu, które wygrał Ahmed Madobe. Uzyskał on 485 z 500 głosujących delegatów. Po wyborach Barre Aden Shire, znany także jako Bare Hirale, były minister obrony Somalii, również ogłosił się prezydentem Jubalandu. Był on nieformalnie popierany przez Mogadiszu, przez co w Kismaju wybuchły walki między watażkami. W wyniku podpisanego 28 sierpnia 2013 roku porozumienia z centralnymi władzami Somalii, region został uznany i utworzono dla niego tymczasową administrację. Z kolei na konferencji pojednania trwającej w dniach 3-6 listopada 2013, podpisano porozumieniem o wstrzymanie działań wojennych i uzgodniono ustanowienie autonomii.

### Prezydenci Jubalandu
- Muhammad Said Hersi (3 września 1998 – 11 czerwca 1999)
- Ahmed Warsame (11 czerwca 1999 – 18 czerwca 2001)
- Ahmed Mabode (15 maja 2013 – nadal)

## Podział administracyjny
Jubaland dzieli się na trzy prowincje:
1. Dżuba Dolna
2. Dżuba Środkowa
3. Gedo